# Пудіна
Пудіна (узб. Pudina, Пудина) — міське селище в Узбекистані, в Касанському районі Кашкадар'їнської області.
Статус міського селища з 2009 року.